# Jairo Aníbal Niño
Jairo Aníbal Niño (* 5. September 1941 in Moniquirá, Boyacá, Kolumbien; † 30. August 2010 in Bogotá) war ein kolumbianischer Kinder- und Jugendbuchautor und Maler.

## Biografie
Niño, der hauptberuflich seit 1988 Direktor der Kolumbianischen Nationalbibliothek war, begann seine schriftstellerische Tätigkeit bereits nach seinem Studium und veröffentlichte im Laufe der Zeit mehr als 40 Bücher. Sein Debüt gab er 1968 mit El baile de los arzobispos, dem 1969 Las bodas de lata folgte. Teilweise verwendete er das Pseudonym Amadeo Zoro.
Zu seinen bedeutendsten Arbeiten gehören die Gedichte für Kinder La alegría de querer (1986), Safari en el rostro, Razgo, Indo y Saz (1991) und Preguntario (1998), die Märchenbücher Puro Pueblo (1977), Zoro (1977), Toda la vida (1979),  De las alas caracoli und Dalia y Zazir.
Daneben war er auch als Verfasser von Drehbüchern wie für die Telenovela über den Bandolero Efraín González und für El manantial de las fieras tätig.
Für seine literarischen Werke, die ins Englische, Französische, Deutsche, Portugiesische, Slowakische und Chinesische übersetzt wurden, wurde er mehrfach ausgezeichnet und erhielt neben dem Premio Nacional de Literatura Enka 1977 im Jahr 1990 auch den mexikanischen Premio Iberoamericano Chamán.
Neben seiner schriftstellerischen Tätigkeit war Niño auch als Maler in der Künstlergruppe La Mancha sowie im Theater tätig und arbeitete mit dem Schauspieler und Regisseur Germán Jaramillo zusammen.
Jairo Aníbal Niño starb im Alter von 68 Jahren.